# Belarussischer Fußballpokal 2017/18
Der Belarussische Fußballpokal 2017/18 war die 27. Austragung des belarussischen Pokalwettbewerbs der Männer. Das Finale fand am 19. Mai 2018 im Spartak-Stadion von Mahiljou statt. Pokalsieger wurde Titelverteidiger FK Dinamo Brest, der sich im Finale gegen BATE Baryssau durchsetzte.

## Modus
Im Gegensatz zur Liga wurde der Pokal im Herbst-Frühjahr-Rhythmus ausgetragen. Bis zum Achtelfinale wurden die Begegnungen in einem Spiel ausgetragen. Bei unentschiedenem Ausgang wurde zur Ermittlung des Siegers eine Verlängerung gespielt. Stand danach kein Sieger fest, folgte ein Elfmeterschießen. Ab dem Viertelfinale wurden die Sieger in Hin- und Rückspiel ermittelt. Der Pokalsieger qualifizierte sich für die UEFA Europa League.

## Teilnehmende Teams
| Wyschejschaja Liha (16) | Perschaja Liha (16) | Druhaja Liha (14) | Amatarskaja Liha (6) |
| --- | --- | --- | --- |
| - BATE Baryssau - FK Dinamo Brest - FK Haradseja - FK Njoman Hrodna - FK Homel - FK Islatsch - Dnjapro Mahiljou - FK Krumkatschy Minsk - FK Minsk - FK Dinamo Minsk - Naftan Nawapolazk - FK Schachzjor Salihorsk - FK Slawija-Masyr - FK Sluzk - FK Tarpeda-BelAS Schodsina - FK Wizebsk | - FK Assipowitschy - FK Baranawitschy - Belschyna Babrujsk - Chimik Swetlahorsk - FK Hranit Mikaschewitschy - FK Lokomotiv Homel - FK Lida - FK Enerhetyk-BHU Minsk - FK Lutsch Minsk - FK Njoman-Ahro Stoubzy - FK Orscha - FK Slonim-2017 - FK Smaljawitschy-STI - FK Smarhon - FK Tarpeda Minsk - FK Wolna Pinsk | - Aschmjany-BDUFK - Sbornaja TF Homel - SDJuSchOR-8 Homel - FK Klezk - FK Ljuban - Maladsetschna DjuSSch-4 - FK Enerhetyk-BDATU Minsk - SDJuSchOR-3 Pinsk - FK Tschysz - FK JuAS Schytkawitschy - SMIautatrans Smaljawitschy - FK Sputnik Retschyza - FK Usda - Wiktorija Marjina Horka | - FSK Hrodenski - Liwadyja-Juni Dsjarschynsk - FK Iwazewitschy - FK Bazki Homel - SDJuSchAR-MTZ-Sjabar Minsk - FK Kamunalnik Sjanno |

## 1. Qualifikationsrunde
In dieser Runde spielten 4 Amateurvereine gegen 4 Drittligisten. Die unterklassigen Teams hatten Heimrecht.
| Datum      |                                | Ergebnis |                                  |
| ---------- | ------------------------------ | -------- | -------------------------------- |
| 17.05.2017 | Liwadyja-Juni Dsjarschynsk (A) | 1:4      | FK Usda (III)                    |
| 17.05.2017 | FK Iwazewitschy (A)            | 5:0      | FK Klezk (III)                   |
| 17.05.2017 | FK Kamunalnik Sjanno (A)       | 0:1      | SMIautatrans Smaljawitschy (III) |
| 17.05.2017 | FK Bazki Homel (A)             | 1:2      | Wiktorija Marjina Horka (III)    |

## 2. Qualifikationsrunde
Teilnehmer waren die 4 Sieger der ersten Qualifikationsrunde, weitere 2 Amateurvereine, 10 weitere Drittligisten und die 16 Zweitligisten. Die unterklassigen Teams hatten Heimrecht.
| Datum      |                                  | Ergebnis |                                |
| ---------- | -------------------------------- | -------- | ------------------------------ |
| 14.06.2017 | SDJuSchAR-MTZ-Sjabar Minsk (A)   | 0:1      | FK Njoman-Ahro Stoubzy (II)    |
| 14.06.2017 | FSK Hrodenski (A)                | 1:5      | FK Smaljawitschy-STI (II)      |
| 14.06.2017 | SDJuSchOR-3 Pinsk (III)          | 0:8      | FK Orscha (II)                 |
| 14.06.2017 | SDJuSchOR-8 Homel (III)          | 1:0      | FK Assipowitschy (II)          |
| 14.06.2017 | Wiktorija Marjina Horka (III)    | 1:2      | Belschyna Babrujsk (II)        |
| 14.06.2017 | FK Iwazewitschy (A)              | 0:6      | FK Tarpeda Minsk (II)          |
| 14.06.2017 | FK Sputnik Retschyza (III)       | 0:3      | FK Wolna Pinsk (II)            |
| 14.06.2017 | FK Tschysz (III)                 | 1:0      | Chimik Swetlahorsk (II)        |
| 14.06.2017 | Aschmjany-BDUFK (III)            | 1:2      | FK Lutsch Minsk (II)           |
| 14.06.2017 | FK Enerhetyk-BDATU Minsk (III)   | 1:4      | FK Baranawitschy (II)          |
| 14.06.2017 | FK JuAS Schytkawitschy (III)     | 2:1      | FK Lida (II)                   |
| 14.06.2017 | FK Usda (III)                    | 1:2      | FK Hranit Mikaschewitschy (II) |
| 14.06.2017 | SMIautatrans Smaljawitschy (III) | 0:6      | FK Slonim-2017 (II)            |
| 14.06.2017 | Sbornaja TF Homel (III)          | 0:2      | FK Lokomotiv Homel (II)        |
| 14.06.2017 | FK Ljuban (III)                  | 1:2      | FK Smarhon (II)                |
| 14.06.2017 | Maladsetschna DjuSSch-4 (III)    | 3:2      | FK Enerhetyk-BHU Minsk (II)    |

## 1. Runde
Teilnehmer waren die 16 Sieger der zweiten Qualifikationsrunde und die 16 Mannschaften der Wyschejschaja Liha 2017. Die unterklassigen Teams hatten Heimrecht.
| Datum      |                                | Ergebnis              |                                |
| ---------- | ------------------------------ | --------------------- | ------------------------------ |
| 05.07.2017 | SDJuSchOR-8 Homel (III)        | 0:7                   | FK Njoman Hrodna (I)           |
| 05.07.2017 | FK Wolna Pinsk (II)            | 0:1                   | FK Minsk (I)                   |
| 06.07.2017 | FK Orscha (II)                 | 1:1 n. V. (4:3 i. E.) | FK Slawija-Masyr (I)           |
| 07.07.2017 | FK Smarhon (II)                | 1:4                   | FK Dinamo Brest (I)            |
| 07.07.2017 | FK Njoman-Ahro Stoubzy (II)    | 1:5                   | BATE Baryssau (I)              |
| 08.07.2017 | FK Baranawitschy (II)          | 0:1                   | Naftan Nawapolazk (I)          |
| 08.07.2017 | FK Smaljawitschy-STI (II)      | 0:2                   | FK Tarpeda-BelAS Schodsina (I) |
| 08.07.2017 | FK Lokomotiv Homel (II)        | 0:1                   | FK Wizebsk (I)                 |
| 08.07.2017 | FK Tarpeda Minsk (II)          | 0:0 n. V. (2:3 i. E.) | FK Homel (I)                   |
| 08.07.2017 | FK JuAS Schytkawitschy (III)   | 0:3 n. V.             | FK Sluzk (I)                   |
| 08.07.2017 | Maladsetschna DjuSSch-4 (III)  | 0:3                   | FK Krumkatschy Minsk (I)       |
| 08.07.2017 | FK Hranit Mikaschewitschy (II) | 0:2                   | FK Haradseja (I)               |
| 09.07.2017 | FK Slonim-2017 (II)            | 1:1 n. V. (3:4 i. E.) | Dnjapro Mahiljou (I)           |
| 09.07.2017 | FK Tschysz (III)               | 0:4                   | FK Dinamo Minsk (I)            |
| 09.07.2017 | Belschyna Babrujsk (II)        | 1:4                   | FK Islatsch (I)                |
| 09.07.2017 | FK Lutsch Minsk (II)           | 1:5                   | FK Schachzjor Salihorsk (I)    |

## Achtelfinale
Teilnehmer waren die 16 Sieger der ersten Runde.
| Datum      |                              | Ergebnis              |                                |
| ---------- | ---------------------------- | --------------------- | ------------------------------ |
| 22.07.2017 | Naftan Nawapolazk (I)        | 1:2                   | FK Krumkatschy Minsk (I)       |
| 22.07.2017 | FK Islatsch (I)              | 2:1 n. V.             | FK Haradseja (I)               |
| 22.07.2017 | FK Njoman Hrodna (I)         | 1:0                   | FK Minsk (I)                   |
| 23.07.2017 | FK Dinamo Minsk (I)          | 0:1                   | Dnjapro Mahiljou (I)           |
| 23.07.2017 | FK Wizebsk (I)               | 0:0 n. V. (2:4 i. E.) | FK Sluzk (I)                   |
| 23.07.2017 | FK Dinamo Brest (I)          | 2:1                   | FK Homel (I)                   |
| 23.07.2017 | FK Schachzjor Salihorsk (II) | 6:0                   | FK Orscha (I)                  |
| 12.11.2017 | BATE Baryssau (I)            | 2:1 n. V.             | FK Tarpeda-BelAS Schodsina (I) |

## Viertelfinale
| Datum          |                             | Gesamt    |                      | Hinspiel | Rückspiel |
| -------------- | --------------------------- | --------- | -------------------- | -------- | --------- |
| 11./17.03.2018 | FK Krumkatschy Minsk (I)    | 0:6       | FK Njoman Hrodna (I) | 00:3 1   | 00:3 1    |
| 11./17.03.2018 | FK Schachzjor Salihorsk (I) | (a)3:3(a) | Dnjapro Mahiljou (I) | 3:1      | 0:2       |
| 14./18.03.2018 | FK Dinamo Brest (I)         | 4:1       | FK Sluzk (I)         | 2:0      | 2:1       |
| 14./18.03.2018 | FK Islatsch (I)             | 2:4       | BATE Baryssau (I)    | 1:2      | 1:2       |

## Halbfinale
| Datum             |                     | Gesamt |                      | Hinspiel | Rückspiel |
| ----------------- | ------------------- | ------ | -------------------- | -------- | --------- |
| 18.04./02.05.2018 | BATE Baryssau (I)   | 2:0    | FK Njoman Hrodna (I) | 2:0      | 0:0       |
| 18.04./02.05.2018 | FK Dinamo Brest (I) | 6:1    | Dnjapro Mahiljou (I) | 2:0      | 4:1       |

## Finale
| Paarung         | BATE Baryssau – FK Dinamo Brest |
| Ergebnis        | 2:3 (1:1) |
| Datum           | 19. Mai 2018 |
| Stadion         | Spartak-Stadion, Mahiljou |
| Zuschauer       | 7.200 |
| Schiedsrichter  | Sjarhej Zinkewitsch |
| Tore            | 1:0 Mirko Ivanić (13.) 1:1 Artem Milewskyj (34.) 2:1 Mirko Ivanić (49.) 2:2 Joel Fameyeh (74.) 2:3 Pawel Njachajtschyk (89.) |
| BATE Baryssau   | Dsjanis Schtscharbizki – Aleksandar Filipović, Jauhen Jablonski, Sachar Wolkau, Maksim Waladsko – Dsmitry Baha, Stanislau Drahun – Ihar Stassewitsch , Aleksandr Hleb (79. Maksim Skawysch), Mirko Ivanić – Mikalaj Sihnewitsch. Cheftrainer: Aleh Dulub                                        |
| FK Dinamo Brest | Aljaksandr Hutar – Aleh Werazila, Giannis Kargas, Aljaksej Haurylowitsch, Maksim Witus – Chidi Osuchukwu, Pawel Sjadsko (71. Željko Filipović) – Pawel Sawizki, Artem Milewskyj, Pawel Njachajtschyk – Sandro Gotal (71. Joel Fameyeh, 90.+3' Raman Wasiljuk). Cheftrainer: Sjarhej Kawaltschuk |
| Gelbe Karten    | Maksim Skawysch, Maksim Waladsko – Pawel Njachajtschyk, Artem Milewskyj |